# 언체인드 (록 밴드)
언체인드(영어: Unchained)는 대한민국의 록 밴드이다.
현재 부산을 대표하는 록 밴드. 90년대 시애틀 그런지/얼터너티브 록과 2000년대의 헤비니스 등에 영향받은 음악을 들려주며 라이브에 강한 밴드이다.
밴드 결성 14년만인 2014년에 첫 앨범 《가시》를 발표하고 이듬해인 2015년 한국 대중음악상 '올해의 록 음반' 후보에 노미네이트되었다.

## 구성원
- 김광일 - 보컬, 기타
- 조종원 - 기타
- 윤성인 - 베이스
- 함진우 - 드럼

### 이전 구성원
- 주동현 - 드럼
- 김지근 - 기타
- 정세웅 - 베이스

## 음반

### 정규 앨범
- 1집 《가시》 (2014년 8월 7일, 진저레코드)

### EP 앨범
- 《Push Me》 (2005년 1월 15일)

### 디지털 싱글
- 호저 (2013년 8월 12일, 진저레코드)
- 너의 조각 (2015년 7월 9일, 진저레코드)
- Pied Piper (2016년 7월 18일, 진저레코드)

### 컴필레이션
- 《인디 20》 (2015년 4월 15일, 모스핏) 수록곡 "그렇게 말하지 않았어" (노이즈가든 커버)
- 《Club Heavy 20th - 클럽헤비 20주년 기념앨범》 (2016년 4월 28일, 클럽헤비) 수록곡 "틈"

### 참여 앨범
- 제이통 《이정훈》 (2015년 9월 23일) 참여곡 "누군가의 가슴이 뛰길", "문신", "27인의 해적" (작편곡/연주)

## 수상
- 2015년 한국대중음악상 최우수 록 음반 노미네이트 - 1집 《가시》 한국대중음악상홈페이지 2012 보관됨 2017-02-13 - 웨이백 머신